# Nokia 7260
Nokia 7260 — стільниковий телефон фірми Nokia.